# Zarichne (huyện)
Huyện Zarichne (tiếng Ukraina: Зарічненський район, chuyển tự: Zarichnes’kyi raion) là một huyện của tỉnh Rivne thuộc Ukraina. Huyện Zarichne có diện tích 1442 km², dân số theo điều tra dân số ngày 5 tháng 12 năm 2001 là 36078 người với mật độ 25 người/km2. Trung tâm huyện nằm ở Zarichne.